# Ann Barr Snitow
Ann Barr Snitow (8. května 1943 New York – 10. srpna 2019 New York) byla americká feministická aktivistka, spisovatelka a učitelka. Byla spoluzakladatelkou New York Radical Feminists a (spolu)autorkou a (spolu)editorkou několika knih.

## Život
Snitow se narodila v New Yorku do židovské rodiny. Její otec Charles Snitow se narodil v Hell's Kitchen na Manhattanu jako syn rusko-židovských přistěhovalců Aarona Snitowa a Mary Sackowitz. Její matka Virginia Snitow se narodila v Brooklynu jako dcera Louise Levitta z Kyjeva a Tillie (Toba) Rosenberg z Huși. Virginia byla předsedkyní ženské divize Amerického židovského kongresu a aktivistkou feministického, antirasistického a protiválečného hnutí. Ann získala doktorát v Londýně a vrátila se do svého rodného města, kde v roce 1969 spolu se svou přítelkyní Ellen Willis založila New York Radical Feminists.
V roce 1977 založila skupinu CARASA, která vedla kampaň proti sterilizaci a za právo na interrupci.
Snitow učila anglickou literaturu na Manhattan's New School for Social Research na Manhattanu během 80. let, kde zavedla kurz genderových studií. V roce 1981 iniciovala vznik No More Nice Girls, feministické pouliční divadelní skupiny, jejímž poselstvím bylo pro potraty a odhalování ženské sexuality. O tři roky později založila skupinu „FACT“, která se vymezovala vůči bojovníkům proti pornografii. Snitow zastávala v otázce pornografie liberální přístup („pro-sex“). V roce 1983 spojila své myšlenky o feministické sexualitě, pornografii a prostituci v textu Powers of Desire: The Politics of Sexuality (Moc touhy: Politika sexuality).
V 90. letech založila organizaci Network of East-West Women, která podporuje feministická hnutí a organizace ve střední a východní Evropě.
Na Eugene Lang College The New School for Liberal Arts byla profesorkou literatury a genderových studií.
V roce 2015 vydala všechny své eseje v knize The Feminism of Uncertainty (2015).
Snitow zemřela v roce 2019.

## Zakládající členka
- New York Radical Feminists (Newyorské radikální feministky) v roce 1969
- CARASA (Committee for Abortion Rights and Against Sterilization Abuse -- Výbor pro právo na potrat a proti zneužívání sterilizace), 1977
- "No More Nice Girls", 1981, feministická pouliční divadelní skupina zaměřená především na téma potratů a sexuality
- FACT (Feminist Anti-Censorship Taskforce), 1984, oponující feministickému anti-pornografickému hnutí
- Network of East-West Women, 1991, s Kathou Pollitt a dalšími feministkami[5]
- Take Back the Future, 2002

## Vybraná díla
- Powers of Desire: The Politics of Sexuality. Redakce Snitow, Ann Barr. New York: Monthly Review Press, 1983. ISBN 9789350020203.
- The Feminist Memoir Project: Voices from Women's Liberation. Redakce DuPlessis, Rachel Blau. New York: Three Rivers Press, 1998. ISBN 9780813539737.
- Snitow, Ann Barr. The Feminism of Uncertainty: A Gender Diary. Durham, N.C.: Duke University Press, 2015. ISBN 9780822375678. OCLC 914715351
- Snitow, Ann Barr (2020). Visitors: An American Feminist in East Central Europe. New York: New Village Press. ISBN 9781613321300 ISBN 9781613321300. (anglicky)